# George Pau-Langevin
Pour les articles homonymes, voir Pau et Langevin.
Ne doit pas être confondue avec Paul Langevin.
George Pau-Langevin, née Pau le 19 octobre 1948 à Pointe-à-Pitre (Guadeloupe), est une avocate, responsable associative et femme politique française.
Membre du Parti socialiste (PS), proche de Bertrand Delanoë, elle est députée de la 21e circonscription de Paris de 2007 à 2012, avant d'être réélue dans la 15e circonscription en 2012.
Ministre déléguée à la Réussite éducative dans les gouvernements de Jean-Marc Ayrault de 2012 à 2014, elle est nommée ministre des Outre-mer en 2014 dans les gouvernements de Manuel Valls. Démissionnaire en 2016, elle retrouve son siège de députée puis est réélue l’année suivante. Elle quitte l’Assemblée nationale en novembre 2020, à la suite de sa nomination comme adjointe à la Défenseure des droits.

## Biographie

### Études et carrière professionnelle
Elle est titulaire d'une maîtrise de lettres modernes (obtenue à la Sorbonne) et d'un diplôme d'études supérieures (DES) de droit privé (obtenu à l’université Panthéon-Assas). Elle exerce à Paris en tant qu'avocate de 1971 à 1988, et de 1994 à 1997.
George Pau-Langevin est présidente du Mouvement contre le racisme et pour l'amitié entre les peuples de 1984 à 1987. En 1989, elle intègre en tant que directrice adjointe l’Agence nationale de promotion et d’insertion des travailleurs d’Outre-mer (ANT), qu'elle dirige de 1997 à 2001. Conseillère du maire de Paris, Bertrand Delanoë, pour la vie associative et déléguée générale à l'Outre-mer de 2001 à 2007, elle est également avocate.
Elle est décorée de l'ordre national de la Légion d'honneur en février 2002.

### Parcours politique

#### Élue locale parisienne
Conseillère municipale du 20e arrondissement de Paris de 1989 à 1995, elle retrouve cette fonction lors des élections municipales de 2008, élue en treizième position sur la liste conduite par Frédérique Calandra.
George Pau-Langevin est à l’origine du changement de nom de la rue Richepanse (général qui contribua à rétablir l’esclavage en Guadeloupe en 1802, sur l'ordre de Bonaparte) en rue du Chevalier-de-Saint-George, dans le 1er arrondissement de Paris (du nom d'un métis guadeloupéen, épéiste, violoniste, chef d'orchestre et célèbre compositeur, de la seconde moitié du XVIIIe siècle).
Elle est conseillère régionale d’Île-de-France de 1992 à 1998.

#### Députée
Elle est élue députée dans la 21e circonscription de Paris lors des élections législatives de 2007.
Vice-présidente du groupe socialiste, radical et citoyen (SRC) à l'Assemblée nationale, elle est chargée des questions d'immigration et de codéveloppement entre 2007 et 2009. À ce titre, elle est responsable pour l'opposition du projet de loi de septembre 2007 relatif à la maîtrise de l'immigration, à l'intégration et à l'asile. Elle combat la mesure relative aux tests ADN dans le cadre du regroupement familial et saisit, avec ses collègues du groupe socialiste, le Conseil constitutionnel au sujet des statistiques ethniques. Celui-ci prononce la censure au motif que « si les traitements nécessaires à la conduite d'études sur la mesure de la diversité des origines des personnes, de la discrimination et de l'intégration peuvent porter sur des données objectives, ils ne sauraient, sans méconnaître le principe énoncé par l'article 1er de la Constitution, reposer sur l'origine ethnique ou la race ».

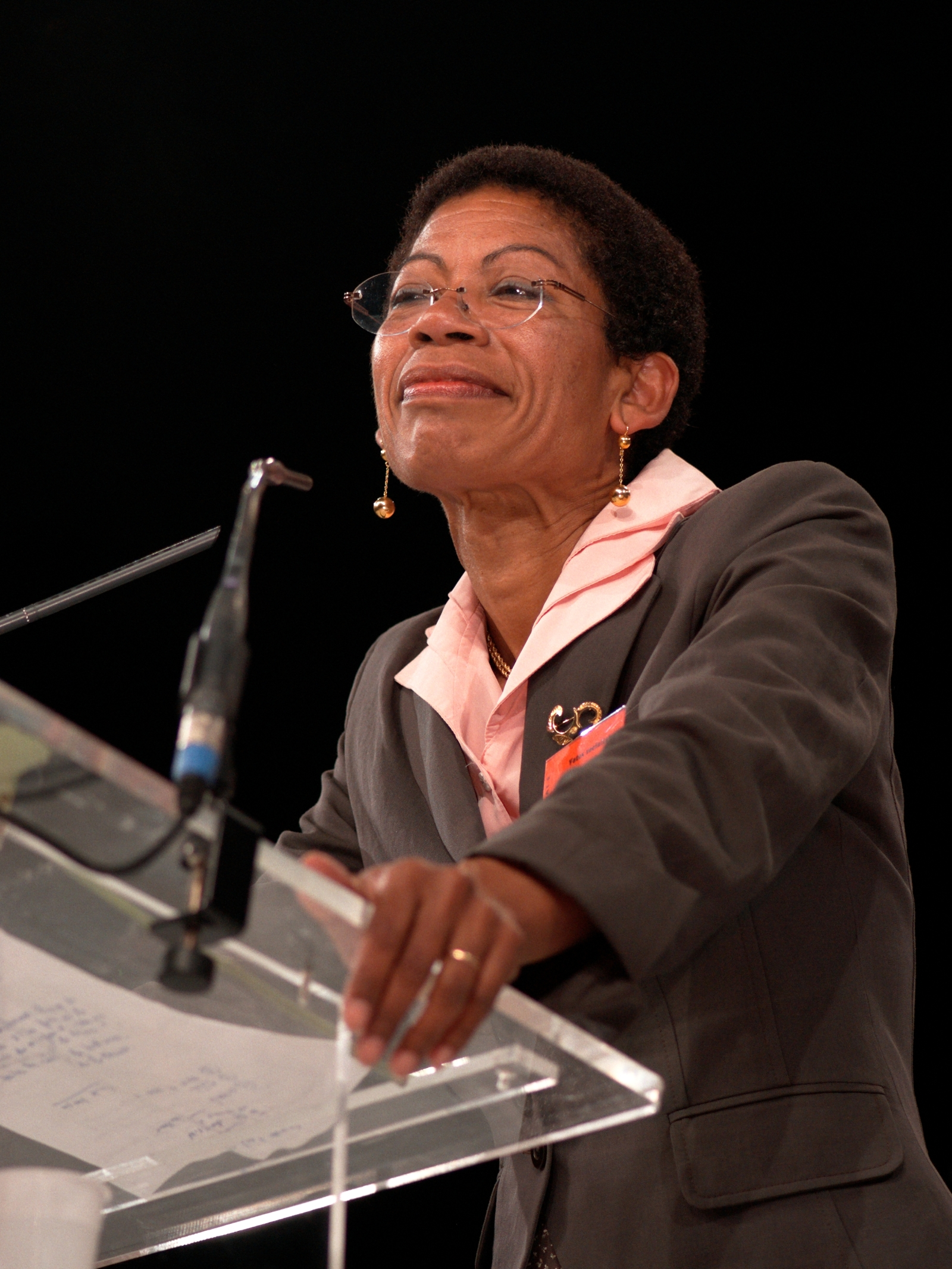
George Pau-Langevin au Zénith de Paris, en 2007.

Elle est l'auteure d'une proposition de loi visant à lutter contre les discriminations liées à l'origine, réelle ou supposée, et membre des missions d'information sur les centres de rétention et sur les questions mémorielles.
En juin 2009, elle est chargée par le groupe SRC de suivre les questions de justice. Elle s'est alors particulièrement impliquée sur trois sujets : l'accès au droit (elle est l'auteure avec Philippe Gosselin d'un rapport parlementaire sur la question), la justice des mineurs et la participation des citoyens au fonctionnement de la justice (elle est l'auteure avec Dominique Raimbourg d'une note sur ce sujet publiée par la Fondation Jean-Jaurès).
En juin 2011, elle publie un livre, intitulé Représenter le peuple français, retraçant son parcours et détaillant sa vision du rôle et de la place du député.
En septembre 2011, elle est signataire d'une lettre ouverte de parlementaires demandant à Nicolas Sarkozy de s'opposer, au nom de la France, à la reconnaissance unilatérale de l’État de Palestine le 23 septembre 2011 aux Nations unies. Les signataires de cette lettre ouverte souhaitent la poursuite du dialogue afin de parvenir à « une résolution pacifique et négociée du conflit israélo-palestinien reposant sur le principe de deux États pour deux peuples ». La presse souligne que quelques « élus PS ont rejoint l'UMP contre un État palestinien », à l'encontre de la position délibérée sur le sujet par leur propre parti. George Pau-Langevin a, quelques heures après la publication de cette lettre ouverte, précisé sa position : « Aujourd’hui, le Parti socialiste a adopté une position très nette sur cette question, réaffirmant la nécessité de mettre fin à ce qui pouvait être ressenti comme un déni de droit, entretenant dangereusement un foyer d’instabilité dans cette région du monde, à un moment où les pays occidentaux doivent conforter les aspirations démocratiques exprimées par les peuples du Printemps arabe. Je fais mienne cette position délibérée par les responsables du parti auquel j’appartiens ».

#### Ministre sous François Hollande

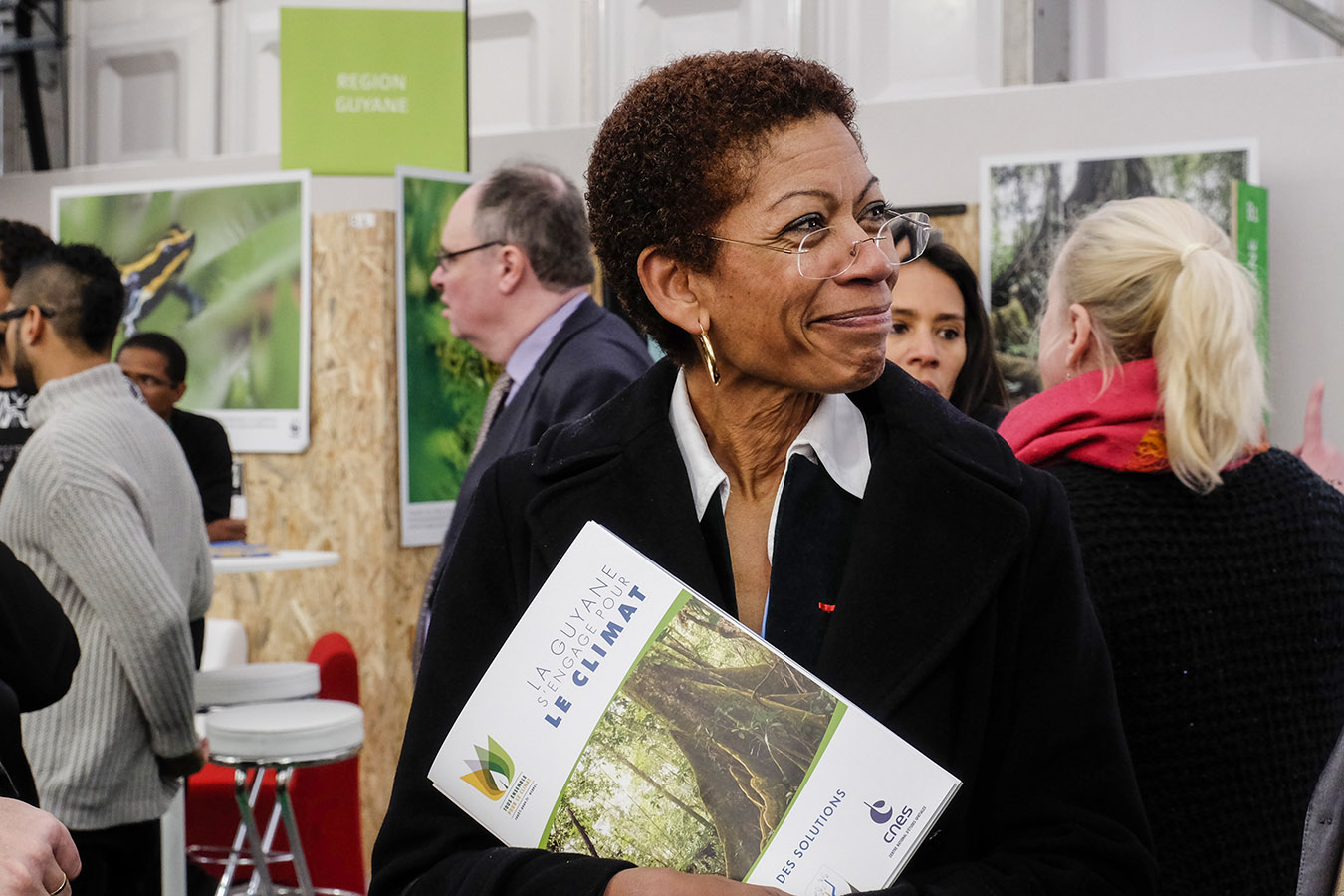
George Pau-Langevin lors de la Conférence de Paris de 2015 sur les changements climatiques.

À la suite de la victoire de François Hollande à l'élection présidentielle de 2012, elle est nommée ministre déléguée à la Réussite éducative auprès du ministre de l’Éducation nationale dans le gouvernement de Jean-Marc Ayrault. Lors des élections législatives qui suivent, elle est élue députée dans la 15e circonscription de Paris. Sa nomination en qualité de ministre la conduit à laisser son mandat à sa suppléante, Fanélie Carrey-Conte, qui l'exerce à partir du 22 juillet 2012.
Son bilan au ministère de la Réussite éducative comporte des mesures en faveur de la relation de l’École aux parents, de l’égalité et contre les discriminations, la tenue d’assises avec le ministre chargé de la Ville et l’ensemble des acteurs de la réussite éducative, la création d’un Observatoire national de la réussite éducative et l’attribution de la Grande Cause nationale 2013 à la lutte contre l’illettrisme.
Lors du remaniement du 2 avril 2014, consécutif à la défaite de la majorité aux élections municipales, elle est nommée ministre des Outre-mer dans le gouvernement Valls I à la place de Victorin Lurel. Elle est reconduite à ce poste le 27 août 2014 dans le gouvernement Valls II, même si son départ est envisagé lors du remaniement de février 2016.
Dans cette fonction, elle présente plusieurs « plans » pour l'outre-mer (jeunesse, logement, santé, sécurité) et gère en avril 2016 plusieurs nuits de violences urbaines à Mayotte. Elle prépare, conjointement avec la secrétaire d’État chargée de l’Égalité réelle Ericka Bareigts, le projet de loi pour l'égalité réelle outre-mer, prévoyant un plan de développement pour réduire progressivement les écarts de niveaux de vie et de qualité de vie et la création de la future Cité des Outre-mer. Le projet de loi fait l'objet d'une consultation sur internet des ultramarins. Elle regrette l'absence d'évolution du statut de Saint-Pierre-et-Miquelon.
George Pau-Langevin annonce sa démission le 30 août 2016 (le même jour qu'Emmanuel Macron) « pour des raisons personnelles [et] retrouver le contact avec le terrain », après avoir pourtant fait une conférence de presse de rentrée le matin même. Elle est remplacée par Ericka Bareigts.

#### Après le gouvernement
Le 1er octobre 2016, George Pau-Langevin retrouve son mandat de députée à moins d'un an du renouvellement de l'Assemblée nationale. Début décembre 2016, elle obtient, face à Frédérique Calandra, l'investiture du PS pour la 15e circonscription de Paris en vue des élections législatives de 2017.
Elle est l'une des porte-parole de Vincent Peillon pour la primaire citoyenne de 2017. Elle est également chargée du projet Justice et Institutions avec Colette Capdevielle et Francis Lec et membre du comité politique de la campagne.
Candidate à sa réélection lors des élections législatives de 2017, à l'issue du premier tour, elle se place en première position avec 24,1 % des suffrages exprimés et un peu plus de 2 000 voix d'avance sur le candidat de La France insoumise, Mehdi Kemoune, qu'elle affronte au second tour. Elle l'emporte au second tour avec 60,3 % des suffrages exprimés, dans une circonscription où La République en marche n'avait pas investi de candidat, l’abstention atteignant 56,7 % des inscrits et les votes blancs et nuls 9,3 % des exprimés. Elle est la seule candidate présentée par le PS à l'avoir emporté à Paris lors de ces élections.
Elle soutient la candidature de Stéphane Le Foll au poste de premier secrétaire du Parti socialiste pour le congrès du parti qui a lieu début 2018.

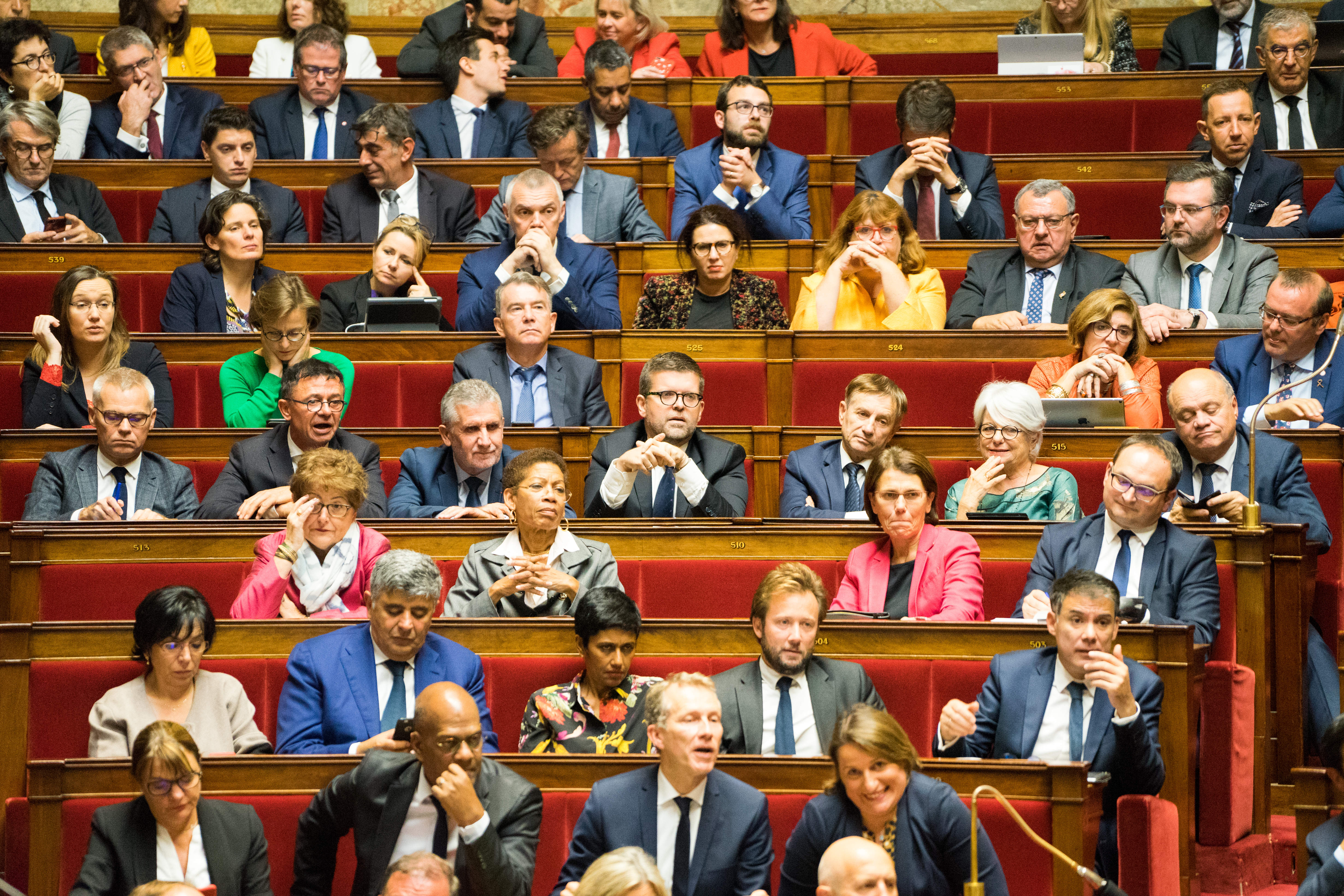
George Pau-Langevin sur les bancs de l'Assemblée en 2018 (3e rang).

En décembre 2018, elle se voit confier par la délégation aux outre-mer de l'Assemblée nationale une mission sur l'avenir de la chaîne France Ô, appelée à disparaître de la TNT en 2020. Déplorant une « disparition inquiétante » et que « malgré plusieurs relances, les travaux n'avancent pas », elle annonce en mars 2019 son retrait de cette mission,. Elle fait partie en juillet 2020 des 125 personnalités signataires d'une tribune dans Libération contre la suppression de France Ô.
George Pau-Langevin figure en dernière position sur la liste conduite par Éric Pliez lors des élections municipales de 2020 dans le 20e arrondissement de Paris.
Elle est nommée adjointe à la Défenseure des droits, Claire Hédon, à compter du 16 novembre 2020, vice-présidente du collège chargée de la lutte contre les discriminations et de la promotion de l'égalité. Cette nomination entraîne sa démission de l'Assemblée nationale. Celle-ci intervient le 20 novembre 2020.

## Détail des mandats et fonctions

### Au gouvernement
- 16 mai 2012 – 31 mars 2014 : ministre déléguée à la Réussite éducative.
- 2 avril 2014 – 30 août 2016 : ministre des Outre-mer.

### À l’Assemblée nationale
- 19 juin 2007 – 19 juin 2012 : députée de la 21e circonscription de Paris.
- 20 juin – 21 juillet 2012 : députée de la 15e circonscription de Paris.
- 1er octobre 2016 – 20 novembre 2020 : députée de la 15e circonscription de Paris.

### Au niveau local
- 25 mars 1989 – 19 juin 1995 : conseillère municipale du 20e arrondissement de Paris.
- 23 mars 1992 – 15 mars 1998 : conseillère régionale d'Île-de-France.
- 16 mars 2008 – 30 mars 2014 : conseillère municipale du 20e arrondissement de Paris.

### Autres fonctions
- Depuis le 16 novembre 2020 : adjointe à la Défenseure des droits.

## Résultats aux élections législatives
| Année | Parti        | Parti | Circonscription | 1er tour | 1er tour | 1er tour | 2d tour | 2d tour | 2d tour | Issue |
| Année | Parti        | Parti | Circonscription | Voix     | %        | Rang     | Voix    | %       | Rang    | Issue |
| ----- | ------------ | ----- | --------------- | -------- | -------- | -------- | ------- | ------- | ------- | ----- |
| 2007  |              | PS    | 21e de Paris    | 12 446   | 27,8     | 2e       | 26 398  | 62,7    | 1re     | Élue  |
| 2012  | 15e de Paris | PS    | 19 858          | 47,0     | 1re      | 28 421   | 73,5    | 1re     | Élue    |       |
| 2017  | 15e de Paris | PS    | 9 258           | 24,1     | 1re      | 18 039   | 60,3    | 1re     | Élue    |       |

## Décorations
George Pau-Langevin est nommée au grade de chevalier dans l'ordre national de la Légion d'honneur le 31 décembre 2001 au titre de « avocate, conseillère dans une mairie ; 30 ans d'activités professionnelles et de services civils », faite chevalier de l'ordre le 28 février 2002 puis promue au grade d'officier dans l'ordre le 13 juillet 2023 au titre de « ancienne ministre, ancienne députée de Paris, adjointe à la Défenseure des droits en charge de la lutte contre les discriminations et de la promotion de l'égalité ».
En tant qu'ancienne ministre des Outre-mer, elle est titulaire de l'échelon or de la médaille d'honneur de l'engagement ultramarin créée en 2022.

## Publications
- Guide pratique du droit des étrangers : le droit, les démarches (2004).
- Représenter le peuple français (2011).